# Estado Independente da Croácia
```
   |-
       |
Erro:
:  
valor não especificado para "
nome_comum
"

   |-
       | 
Erro:
:  
valor não especificado para "
continente
"
```

O Estado Independente da Croácia (em servo-croata:  Nezavisna Država Hrvatska, NDH; em alemão:  Unabhängiger Staat Kroatien; em italiano:  Stato indipendente di Croazia) foi um estado-fantoche da Alemanha Nazista e da Itália Fascista durante a Segunda Guerra Mundial. Foi estabelecido em partes da Iugoslávia ocupada em 10 de abril de 1941, após a invasão das potências do Eixo. Seu território consistia na maior parte da atual Croácia e Bósnia e Herzegovina, bem como em algumas partes da atual Sérvia e Eslovênia, mas também excluía muitas áreas povoadas por croatas na Dalmácia (até o final de 1943), na Ístria e nas regiões de Međimurje (que hoje fazem parte da Croácia).
Durante toda a sua existência, o NDH foi governado como um estado de partido único pela organização fascista Ustaše. A Ustaše foi liderada pelo Poglavnik, Ante Pavelić. O regime teve como alvo os sérvios, judeus e ciganos como parte de uma campanha de genocídio em grande escala, bem como croatas antifascistas ou dissidentes e muçulmanos bósnios. De acordo com Stanely G. Payne, “os crimes no NDH foram proporcionalmente superados apenas pela Alemanha Nazista, pelo Khmer Vermelho no Camboja e por vários dos regimes africanos extremamente genocidas”.
No território controlado pelo Estado Independente da Croácia, entre 1941 e 1945, existiram 22 campos de concentração. O maior foi o Campo de concentração de Jasenovac. Dois campos, Jastrebarsko e Sisak, abrigavam apenas crianças. 
O estado era oficialmente uma monarquia após a assinatura das Leis da Coroa de Zvonimir em 15 de maio de 1941. Nomeado por Vítor Emanuel III da Itália, o Príncipe Aimone, Duque de Aosta inicialmente recusou-se a assumir a coroa em oposição à anexação italiana da região povoada de maioria croata da Dalmácia, anexada como parte da agenda irredentista italiana de criação de um Mare Nostrum ( "Nosso Mar").  Mais tarde, ele aceitou brevemente o trono devido à pressão de Vítor Emanuel III e foi intitulado Tomislav II da Croácia, mas nunca se mudou da Itália para residir na Croácia.
Desde a assinatura dos Tratados de Roma, em 18 de maio de 1941, até à capitulação italiana, em 8 de setembro de 1943, o estado foi um condomínio territorial da Alemanha e da Itália.  "Assim, em 15 de abril de 1941, Pavelić chegou ao poder, embora com um poder muito limitado, no novo estado Ustasha, sob a égide das forças alemãs e italianas. No mesmo dia, o Führer alemão Adolf Hitler e o Duce italiano Benito Mussolini concederam reconhecimento ao croata Estado e declararam que os seus governos ficariam satisfeitos em participar com o governo croata na determinação das suas fronteiras." Em seu julgamento no Julgamento dos Reféns, o Tribunal Militar de Nuremberg concluiu que o NDH não era um estado soberano. De acordo com o Tribunal, “a Croácia sempre esteve aqui envolvida como um país ocupado”. 
Em 1942, a Alemanha sugeriu que a Itália assumisse o controle militar de toda a Croácia pelo desejo de redirecionar as tropas alemãs da Croácia para a Frente Oriental. A Itália, no entanto, rejeitou a oferta porque não acreditava que conseguiria lidar sozinha com a situação instável nos Balcãs. Após a derrubada de Mussolini e o armistício do Reino da Itália com os Aliados, Tomislav II abdicou do trono croata: o NDH em 10 de setembro de 1943 declarou que os Tratados de Roma eram nulos e sem efeito e anexou a parte da Dalmácia que havia sido cedida a Itália. O NDH tentou anexar Zara (atual Zadar, Croácia), que era um território reconhecido da Itália desde 1920 e há muito tempo objeto do irredentismo croata, mas a Alemanha não permitiu. 

## Geografia
Geograficamente, o NDH abrangia a maior parte da atual Croácia, toda a Bósnia e Herzegovina, parte da atual Sérvia, e uma pequena parte da atual EslovÊnia no município de Brežice. Fazia fronteira com a Alemanha Nazista a noroeste, o Reino da Hungria a nordeste, a administração sérvia (um governo conjunto germano-sérvio) a leste, Montenegro (um protetorado italiano) a sudeste e a Itália Fascista ao longo sua zona costeira.

### Estabelecimento das fronteiras
As fronteiras exatas do Estado Independente da Croácia não eram claras quando foi criado. Aproximadamente um mês após a sua formação, áreas significativas do território povoado por croatas foram cedidas aos seus aliados do Eixo, os Reinos da Hungria e da Itália.
- Em 13 de maio de 1941, o governo NDH assinou um acordo com a Alemanha Nazista que demarcou as suas fronteiras.[28][29]
- Em 18 de maio, os Tratados de Roma foram assinados por diplomatas do NDH e da Itália. Grandes partes das terras croatas foram ocupadas (anexadas) pela Itália, incluindo a maior parte da Dalmácia (incluindo Split e Šibenik), quase todas as ilhas do Adriático (incluindo Rab, Krk, Vis, Korčula, Mljet), e algumas áreas menores, como a Baía de Kotor, partes do litoral croata e áreas de Gorski kotar.[28]
- Em 7 de Junho, o governo do NDH emitiu um decreto que demarcava a sua fronteira oriental com a Sérvia.[29]
- Em 27 de Outubro, o NDH e a Itália chegaram a um acordo sobre a fronteira do Estado Independente da Croácia com o Montenegro.[28]
- Em 8 de setembro de 1943, a Itália capitulou e o NDH considerou oficialmente nulos os Tratados de Roma, juntamente com o Tratado de Rapallo de 1920 que havia dado à Itália a Ístria, Fiume (atual Rijeka) e Zara (Zadar).[30]

O Ministro das Relações Exteriores alemão, Joachim von Ribbentrop, aprovou a aquisição NDH dos territórios da Dalmácia conquistados pela Itália na época dos Tratados de Roma. Até agora, a maior parte desse território era na verdade controlada pelos Partidários Iugoslavos, uma vez que a cessão dessas áreas os tornou fortemente anti-NDH (está documentado que mais de um terço da população total de Split se juntou aos Partidários). Em 11 de setembro de 1943, o ministro das Relações Exteriores do NDH, Mladen Lorković, recebeu a palavra do cônsul alemão Siegfried Kasche de que o NDH deveria esperar antes de avançar para a Ístria. O governo central da Alemanha já havia anexado Ístria e Fiume (Rijeka) à Zona Operacional da Costa Adriática um dia antes.
Međimurje e o sul de Barânia foram anexados (ocupados) pelo Reino da Hungria. O NDH contestou isto e continuou a reivindicar ambos, nomeando a província administrativa centrada em Osijek como Grande Paróquia Baranja. Esta fronteira nunca foi legislada, embora a Hungria possa ter considerado em vigor a Pacta conventa, que delineava as fronteiras das duas nações ao longo do rio Drava.
Quando comparado com as fronteiras da república estabelecidas na RSF Iugoslávia após a guerra, o NDH abrangia toda a Bósnia e Herzegovina, com a sua maioria não-croata (sérvia e bósnia), bem como cerca de 20km2 da Eslovênia (as aldeias de Slovenska Vas, Nova Vas pri Mokricah, Jesenice, Obrežje e Čedem)  e toda a Sírmia (parte da qual estava anteriormente na Banovina do Danúbio).

### Divisões administrativas
O Estado Independente da Croácia tinha quatro níveis de divisões administrativas: grandes freguesias (velike župe), distritos (kotari), cidades (gradovi) e municípios (opcine). Na altura da sua fundação, o estado contava com 22 grandes freguesias, 142 distritos, 31 cidades e 1006 municípios.

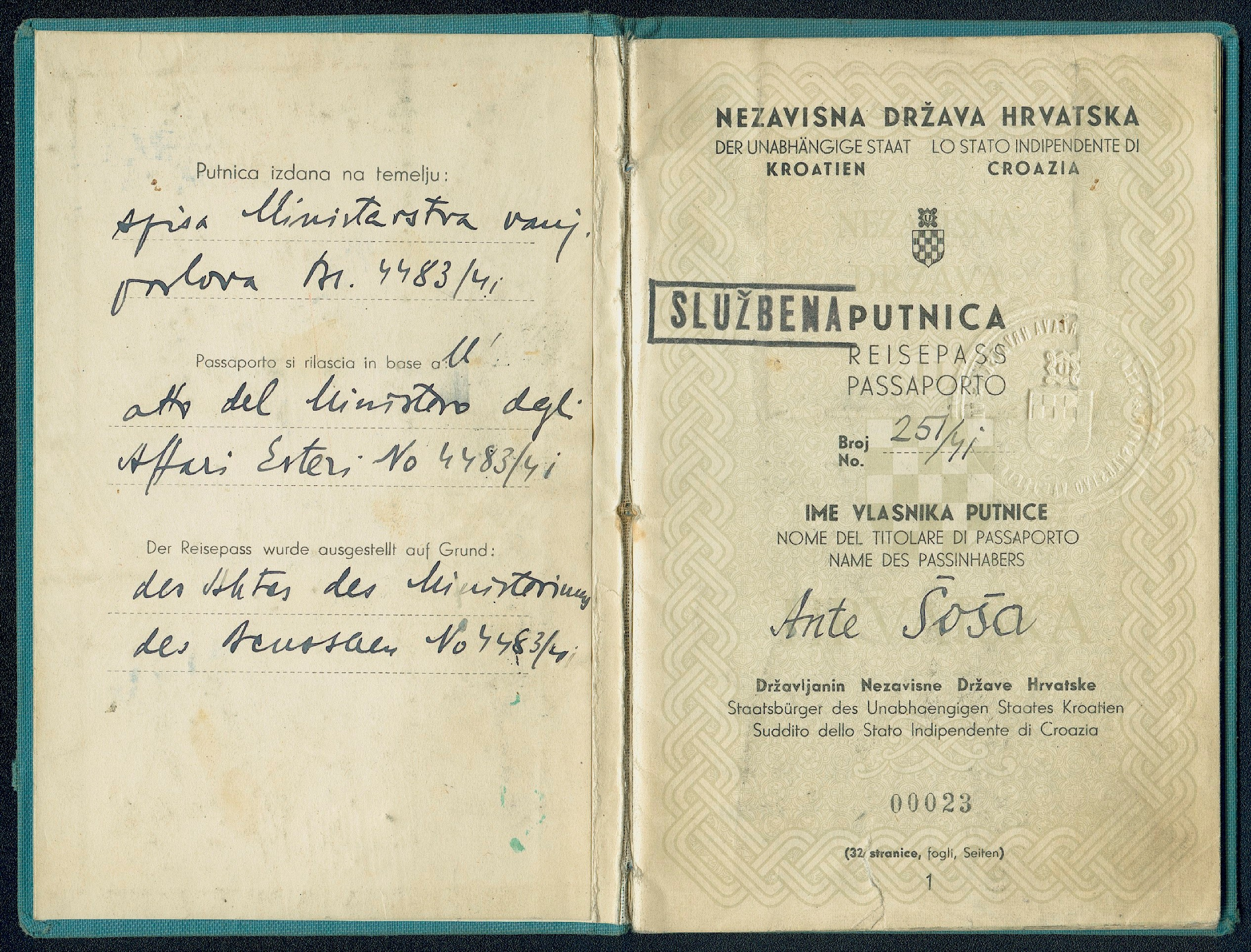
Passaporte diplomático emitido em 1941 para Ante Šoša, funcionário da consulta do NDH em Viena

| 1  | Baranja        |
| 2  | Bilogora       |
| 3a | Bribir-Sidraga |
| 3b | Subornar       |
| 4  | Cetina         |
| 5  | Dubrava        |
| 6a | Gora           |
| 6b | Gora-Zagorje   |
| 7  | Zumbir         |

| 8  | Krbava-Psat   |
| 9a | Lašva-Glaž    |
| 9b | Lašva-Pliva   |
| 10 | Lika-Gacka    |
| 11 | Livac-Zapolje |
| 12 | Modruš        |
| 13 | Pliva-Rama    |
| 14 | Pokupje       |
| 15 | Posavje       |

| 16 | Prigorje             |
| 17 | Sana Luka            |
| 18 | Usora-Soli           |
| 19 | Vinodol-Podgorje     |
| 20 | Vrhbosna             |
| 21 | Vuka                 |
| 22 | Zagorje              |
| 23 | Sidraga-Ravni Kotari |

|  |  |

## História

### Influências na ascensão da Ustaše
Em 1915, um grupo de emigrados políticos da Áustria-Hungria, predominantemente croatas mas incluindo alguns sérvios e um esloveno, formaram-se num Comité Iugoslavo, com o objetivo de criar um Estado eslavo do Sul no rescaldo da Primeira Guerra Mundial. viu isso como uma forma de evitar que a Dalmácia fosse cedida à Itália sob o Tratado de Londres (1915). Em 1918, o Conselho Nacional dos Eslovenos, Croatas e Sérvios enviou uma delegação ao monarca sérvio para oferecer a unificação do Estado dos Eslovenos, Croatas e Sérvios com o Reino da Sérvia.
O líder do Partido Camponês Croata, Stjepan Radić, alertou na sua partida para Belgrado que o conselho não tinha legitimidade democrática. Mas um novo estado, o Reino dos Sérvios, Croatas e Eslovenos, foi devidamente proclamado em 1 de Dezembro de 1918, sem qualquer atenção aos protocolos legais, como a assinatura de uma nova Pacta conventa em reconhecimento dos direitos históricos do Estado croata.
Os croatas estavam no início em desvantagem política devido à estrutura política centralizada do reino, que era vista como favorável à maioria sérvia. A situação política do Reino dos Sérvios, Croatas e Eslovenos era turbulenta e violenta. Em 1927, o Partido Democrático Independente, que representava os sérvios da Croácia, virou as costas à política centralista do rei Alexandre e entrou numa coligação com o Partido Camponês Croata.
Em 20 de junho de 1928, Stjepan Radić e quatro outros deputados croatas foram baleados enquanto estavam no parlamento de Belgrado por um membro do Partido Radical do Povo Sérvio. Três dos deputados, incluindo Radić, morreram. A indignação que resultou do assassinato de Stjepan Radić ameaçou desestabilizar o reino.
Em janeiro de 1929, o Rei Alexandre I respondeu proclamando uma ditadura real, sob a qual todas as atividades políticas dissidentes foram proibidas e o estado foi renomeado como "Reino da Iugoslávia". A Ustaše foi criada em princípio em 1929.
Uma consequência da proclamação de Alexandre em 1929 e da repressão e perseguição aos nacionalistas croatas foi o aumento do apoio ao nacionalista extremista croata, Ante Pavelić, que tinha sido deputado de Zagreb no parlamento iugoslavo. exilou-se em Itália e ganhou apoio para a sua visão de libertar a Croácia do controlo sérvio e de "purificar" racialmente a Croácia. Enquanto residiam na Itália, Pavelić e outros exilados croatas planejaram a insurgência Ustaša.

### Estabelecimento do NDH

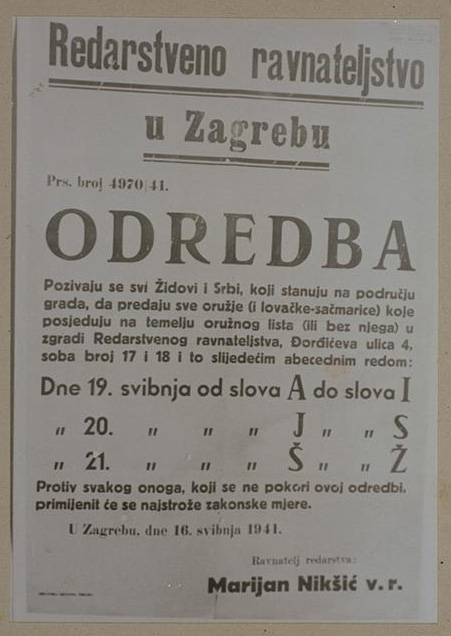
Mensagem apelando aos Judeus e Sérvios para que entreguem as suas armas sob o risco de serem severamente condenados

Após o ataque das potências do Eixo ao Reino da Iugoslávia em 1941, e a rápida derrota do Exército Real Iugoslavo (Jugoslavenska Vojska), o país foi ocupado pelas forças do Eixo. As potências do Eixo ofereceram a Vladko Maček a oportunidade de formar um governo, já que Maček e seu partido, o Partido Camponês Croata ( em croata:  Hrvatska seljačka stranka – HSS) teve o maior apoio eleitoral entre os croatas da Iugoslávia – mas Maček recusou a oferta.
Em 10 de abril de 1941, o exército alemão assumiu o controle de Zagreb. Com o seu apoio, o tenente-coronel reformado Slavko Kvaternik, vice-líder dos Ustaše, declarou a criação do Estado Independente da Croácia (Nezavisna Država Hrvatska – NDH) "em nome dos croatas e do poglavnik Ante Pavelić". Poucos dias depois, em 15 de abril de 1941, Ante Pavelić regressou a Zagreb do exílio na Itália e, em 16 de abril de 1941, assumiu o poder como Líder do Estado, ou "Chefe" (Poglavnik), ocupando o cargo de primeiro-ministro.
Atendendo às exigências de Benito Mussolini e do regime fascista no Reino da Itália, Pavelić aceitou relutantemente Aimone, o 4º Duque de Aosta, como figura de rei do NDH sob seu novo nome real, Tomislav II. Aosta não estava interessado em ser o rei da Croácia:  Ao saber que havia sido nomeado rei da Croácia, ele disse a colegas próximos que achava que sua nomeação era uma piada de mau gosto de seu primo, o rei Vítor Emanuel III embora ele aceitasse a coroa por um senso de dever. Nunca visitou o NDH e não teve influência sobre o governo, que era dominado por Pavelić.
Do ponto de vista estratégico, o estabelecimento do NDH foi uma tentativa de Mussolini e Hitler de pacificar os croatas, ao mesmo tempo que reduzia a utilização dos recursos do Eixo, que eram mais urgentemente necessários para a Operação Barbarossa. Enquanto isso, Mussolini usou seu apoio de longa data à independência croata como alavanca para coagir Pavelić a assinar um acordo em 18 de maio de 1941 às 12h30, sob o qual o centro da Dalmácia e partes de Hrvatsko primorje e Gorski kotar foram cedidos à Itália.
Ao abrigo do mesmo acordo, o NDH foi restringido a uma marinha mínima e foi concedido às forças italianas o controlo militar de toda a costa croata. Depois que Pavelić assinou o acordo, outros políticos croatas o repreenderam. Pavelić defendeu publicamente a decisão e agradeceu à Alemanha e à Itália por apoiarem a independência croata.
Depois de recusar a liderança do NDH, Maček apelou a todos para obedecerem e cooperarem com o novo governo. A Igreja Católica Romana também apoiou abertamente o governo. De acordo com Maček, o novo Estado foi recebido com uma "onda de entusiasmo" em Zagreb, muitas vezes por pessoas "cegas e intoxicadas" pelo facto de a Alemanha nazi ter "embrulhado a sua ocupação para presente sob o título eufemístico de Estado Independente da Croácia". ". Mas nas aldeias, escreveu Maček, o campesinato acreditava que "a sua luta ao longo dos últimos 30 anos para se tornarem donos das suas casas e do seu país tinha sofrido um tremendo revés".

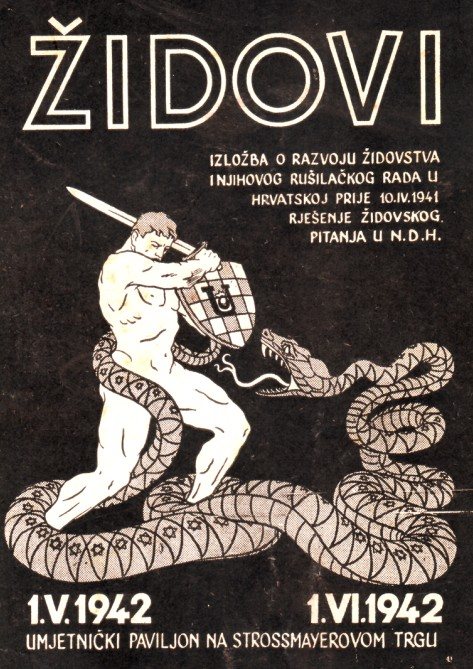
Um cartaz antissemita em Zagreb, anunciando uma exposição sobre o “trabalho destrutivo dos judeus na Croácia” e a “solução para a questão judaica no NDH”.

Em 16 de agosto de 1941, foi estabelecido o Serviço de Vigilância Ustaše, composto por quatro departamentos, a Polícia Ustasha, o Serviço de Inteligência Ustasha, a Defesa Ustasha e o Pessoal, para a supressão de atividades contra a Ustasha, o Estado Independente da Croácia e a Croácia. pessoas. O Serviço foi eliminado como agência separada em janeiro de 1943 e as funções foram transferidas para o Ministério do Interior sob a Direção de Ordem Pública. 
Insatisfeitos com o regime de Pavelić nos seus primeiros meses, as Potências do Eixo, em setembro de 1941, pediram a Maček que assumisse o poder, mas Maček recusou novamente. Percebendo Maček como um rival em potencial, Pavelić posteriormente mandou prendê-lo e interna-lo no campo de concentração de Jasenovac. Os Ustaše inicialmente não tinham um exército ou uma administração capaz de controlar todo o território do NDH. O movimento Ustaše tinha menos de 12.000 membros quando a guerra começou. Enquanto as próprias estimativas dos Ustaše colocam o número de seus simpatizantes, mesmo na fase inicial, em cerca de 40.000.
Para agir contra os sérvios e os judeus com medidas genocidas, os Ustase introduziram medidas generalizadas de que os próprios croatas foram vítimas. Jozo Tomasevich em seu livro Guerra e Revolução na Iugoslávia: 1941–1945, afirma: "nunca antes na história os croatas foram expostos a tanta brutalidade e abusos administrativos, policiais e judiciais legalizados como durante o regime Ustasha." Os decretos promulgados pelo regime permitiram-lhe livrar-se de todos os funcionários “indesejados” nos governos estaduais e locais e nas empresas estatais. Os “indesejados” (sendo todos judeus, sérvios e croatas de orientação iugoslava) foram todos expulsos, exceto alguns considerados especificamente necessários pelo governo. Isto deixou uma infinidade de empregos a serem preenchidos por Ustashas e adeptos pró-Ustasha e levou a que empregos públicos fossem preenchidos por pessoas sem qualificações profissionais. 

### Influência italiana
Mussolini e Ante Pavelić tinham relações estreitas antes da guerra. Mussolini e Pavelić desprezavam o Reino da Iugoslávia. A Itália havia sido prometida, no Tratado de Londres (1915), que receberia a Dalmácia da Áustria-Hungria no final da Primeira Guerra Mundial. As negociações de paz em 1919, no entanto, influenciadas pelos Quatorze Pontos proclamados pelo presidente dos EUA, Woodrow Wilson (1856–1924), apelou à autodeterminação nacional e determinou que os Jugoslavos mereciam legitimamente o território em questão. Os nacionalistas italianos ficaram furiosos. O nacionalista italiano Gabriele D'Annunzio invadiu Fiume (que mantinha uma população mista de croatas e italianos) e proclamou-a parte da Regência Italiana de Carnaro. D'Annunzio declarou-se "Duce" de Carnaro e seus revolucionários de camisas-negras detinham o controle da cidade. D'Annunzio era conhecido por se envolver em discursos apaixonados com o objetivo de atrair nacionalistas croatas para apoiar as suas ações e se opor à Iugoslávia.
Nacionalistas croatas, como Pavelić, opuseram-se às mudanças nas fronteiras que ocorreram após a Primeira Guerra Mundial. Não só o simbolismo de D'Annunzio foi copiado por Mussolini, mas também o apelo de D'Annunzio ao apoio croata ao desmantelamento da Jugoslávia, como uma abordagem de política externa para a Jugoslávia. por Mussolini. Pavelić estava em negociações com a Itália desde 1927, que incluíam a defesa de uma troca de território por soberania, na qual ele toleraria que a Itália anexasse o seu território reivindicado na Dalmácia em troca do apoio da Itália à soberania de uma Croácia independente.
Na década de 1930, após Pavelić e os Ustaše serem forçados ao exílio pelo governo iugoslavo, Mussolini lhes ofereceu refúgio na Itália, que lhes permitiu usar campos de treinamento para se prepararem para a guerra contra a Iugoslávia. Em troca deste apoio, Mussolini exigiu que Pavelić concordasse que a Dalmácia se tornaria parte da Itália se a Itália e os Ustaše travassem uma guerra com sucesso contra a Jugoslávia. Embora a Dalmácia fosse um território em grande parte povoado por croatas, fazia parte de vários estados italianos, como o Império Romano e a República de Veneza, nos séculos anteriores, e fazia parte das reivindicações irredentistas do nacionalismo italiano.
Em troca desta concessão, Mussolini ofereceu a Pavelić o direito de a Croácia anexar toda a Bósnia e Herzegovina, que tinha apenas uma minoria de população croata. Pavelić concordou. Após a invasão e ocupação da Iugoslávia, a Itália anexou numerosas ilhas do Adriático e uma porção da Dalmácia, que se combinaram para se tornar o governo italiano da Dalmácia, incluindo território das províncias de Split, Zadar e Kotor.
Embora a Itália tivesse inicialmente objetivos territoriais maiores que se estendiam desde as montanhas Velebit até aos Alpes Albaneses, Mussolini decidiu não anexar mais territórios devido a uma série de fatores, incluindo o fato de a Itália manter a porção economicamente valiosa desse território sob a sua posse enquanto a costa norte do Adriático não tinha ferrovias ou estradas importantes e porque uma anexação maior teria incluído centenas de milhares de eslavos que eram hostis à Itália, dentro das suas fronteiras nacionais.
A Itália pretendia manter o NDH dentro da sua esfera de influência, proibindo-o de construir qualquer marinha significativa. A Itália permitiu apenas que pequenos barcos de patrulha fossem utilizados pelas forças do NDH. Esta política que proíbe a criação de navios de guerra NDH fazia parte da política dos fascistas italianos de Mare Nostrum (latim para "Nosso Mar"), na qual a Itália dominaria o Mar Mediterrâneo como o Império Romano havia feito séculos antes. As forças armadas italianas ajudaram o governo Ustaše na perseguição aos sérvios. Em 1941, as forças italianas capturaram e internaram o bispo ortodoxo sérvio Irinej (Đorđević) da Dalmácia.

### Influência da Alemanha Nazista

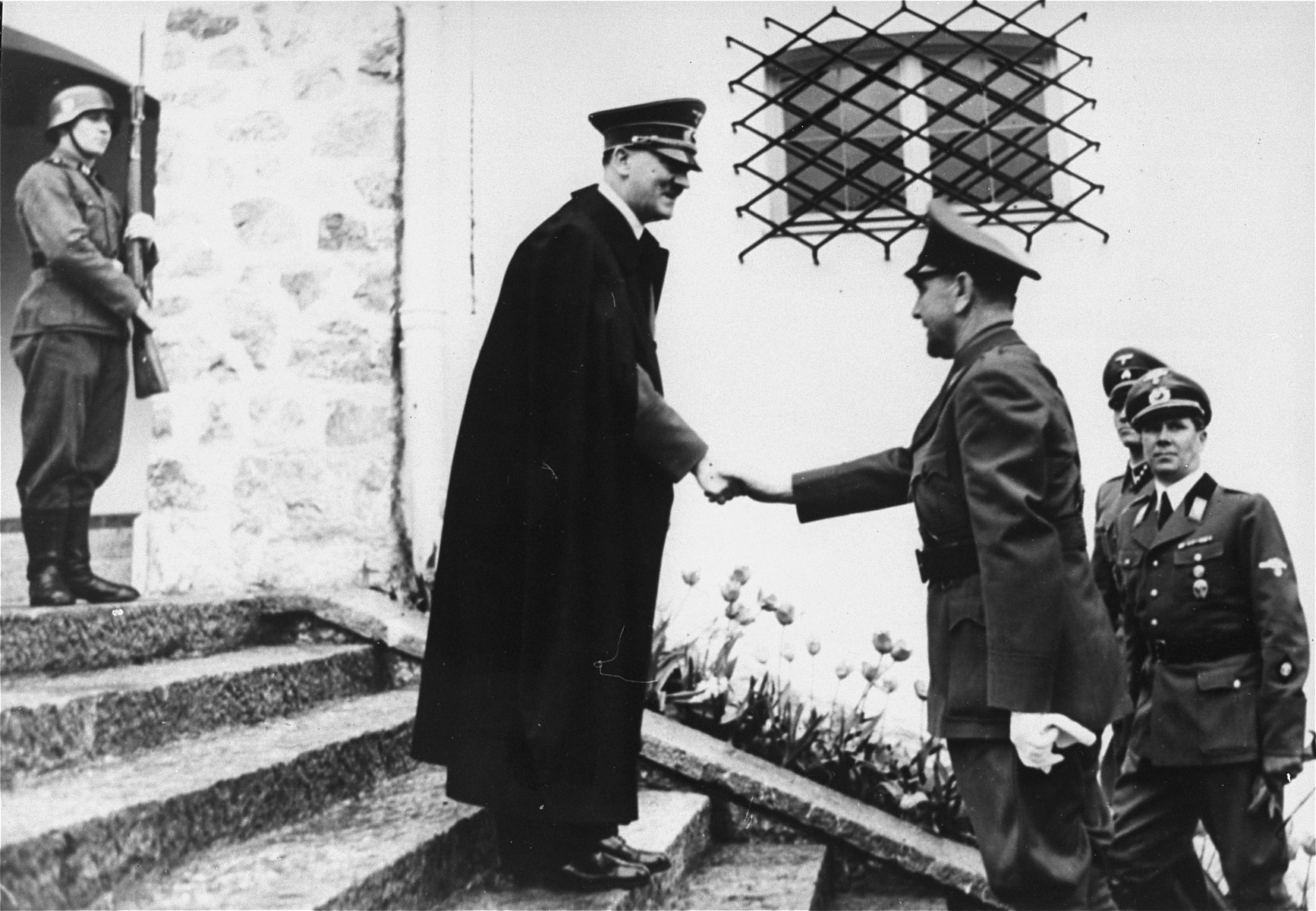
Adolf Hitler (esquerda) com Ante Pavelić (direita) no Berghof, nos arredores de Berchtesgaden, Alemanha

Na altura da invasão da Iugoslávia pela Alemanha, Adolf Hitler estava preocupado com a agenda de Mussolini de criar um estado croata fantoche e preferia que áreas fora dos objectivos territoriais italianos se tornassem parte da Hungria como um território autónomo. Isto apaziguaria a Hungria, aliada da Alemanha, e as suas reivindicações territoriais nacionalistas. A posição da Alemanha em relação à Croácia mudou após a invasão da Iugoslávia em 1941. A invasão foi liderada por uma forte força invasora alemã que foi em grande parte responsável pela captura da Iugoslávia. As forças militares de outras potências do Eixo, incluindo Itália, Hungria e Bulgária, obtiveram poucos ganhos durante a invasão.

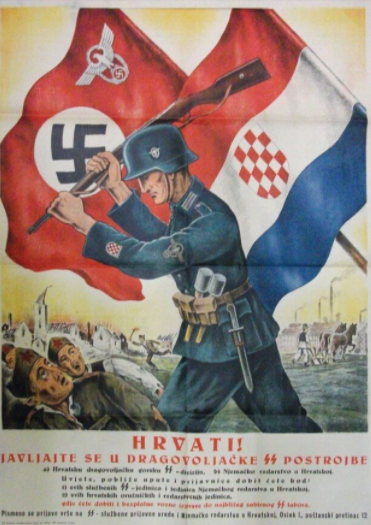
Cartaz de propaganda de recrutamento da Schutzstaffel (SS) usado no NDH

A invasão foi precipitada pela necessidade das forças alemãs chegarem à Grécia para salvar as forças italianas, que falhavam no campo de batalha contra as forças armadas gregas. Ao resgatar as forças italianas na Grécia e ter conquistado a Iugoslávia e a Grécia quase sozinho, Hitler ficou frustrado com Mussolini e com a incompetência militar da Itália. A Alemanha melhorou as relações com os Ustaše e apoiou as reivindicações do NDH de anexar a costa do Adriático, a fim de reduzir os ganhos territoriais planejados da Itália. No entanto, a Itália anexou uma porção central significativa da Dalmácia e de várias ilhas do Adriático. Não foi isso que foi acordado com Pavelić antes da invasão; A Itália esperava anexar toda a Dalmácia como parte das suas reivindicações irredentistas.
Hitler discutiu com os comandantes do seu exército sobre que política deveria ser adotada na Croácia em relação aos sérvios. Oficiais militares alemães pensaram que os sérvios poderiam ser reunidos para lutar contra os guerrilheiros. Hitler discordou dos seus comandantes, mas apontou a Pavelić que o NDH só poderia criar um estado completamente croata se seguisse uma política constante de perseguição da população não-croata durante pelo menos cinquenta anos. O NDH nunca foi totalmente soberano, mas foi um estado-fantoche que gozava de maior autonomia do que qualquer outro regime na Europa ocupada pelos alemães. 

Já em 10 de julho de 1941, o General da Wehrmacht Edmund Glaise von Horstenau relatou o seguinte ao Alto Comando Alemão, o Oberkommando der Wehrmacht (OKW):
As nossas tropas têm de ser testemunhas mudas de tais acontecimentos; isso não reflete bem a sua elevada reputação... Dizem-me frequentemente que as tropas de ocupação alemãs teriam finalmente de intervir contra os crimes de Ustaše. Isso pode acontecer eventualmente. Neste momento, com as forças disponíveis, não poderia pedir tal ação. A intervenção ad hoc em casos individuais poderia fazer com que o Exército Alemão parecesse responsável por inúmeros crimes que não conseguiu prevenir no passado.

— General Edmund Glaise von Horstenau, adido militar alemão em Zagreb
O relatório da Gestapo ao Reichsführer-SS Heinrich Himmler, datado de 17 de fevereiro de 1942, afirma:
O aumento da atividade dos bandos deve-se principalmente às atrocidades cometidas pelas unidades Ustaše na Croácia contra a população ortodoxa. Os Ustaše cometeram os seus atos de forma bestial, não só contra homens em idade de recrutamento, mas especialmente contra idosos, mulheres e crianças indefesos. O número de ortodoxos que os croatas massacraram e torturaram sadicamente até a morte é de cerca de trezentos mil.

— Relatório da Gestapo ao Reichsführer SS Heinrich Himmler, 17 de fevereiro de 1942.
Segundo relatos do General Glaise-Horstenau, Hitler estava zangado com Pavelić, cuja política inflamou a rebelião na Croácia, frustrando qualquer perspectiva de envio de forças do NDH para a Frente Oriental. Além disso, Hitler foi forçado a envolver grandes forças próprias para manter a rebelião sob controle. Por essa razão, Hitler convocou Pavelić ao seu quartel-general de guerra em Vinítsia (Ucrânia) em 23 de setembro de 1942. Consequentemente, Pavelić substituiu o seu ministro das Forças Armadas, Slavko Kvaternik, pelo menos zeloso Jure Francetić. Kvaternik foi exilado na Eslováquia - junto com seu filho Eugen, que foi responsabilizado pela perseguição aos sérvios na Croácia.  Antes de conhecer Hitler, para apaziguar o público, Pavelić publicou um "Anúncio Importante do Governo" (»Važna obavijest Vlade«), no qual ameaçou aqueles que divulgavam a notícia "sobre ameaças inexistentes de desarmamento das unidades Ustashe por representantes de uma potência estrangeira, sobre a substituição do exército croata por um exército estrangeiro, sobre a possibilidade de uma potência estrangeira tomar o poder na Croácia..."

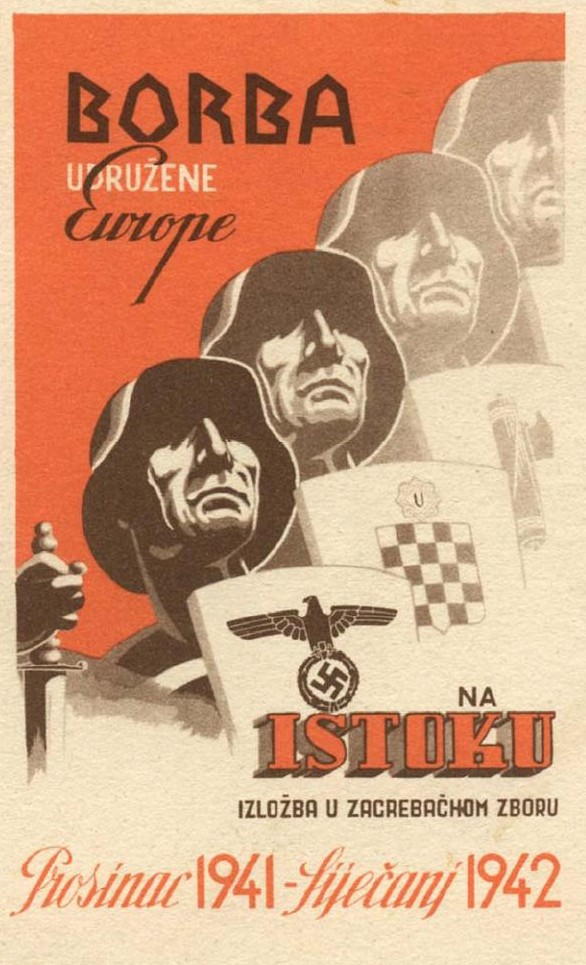
Cartaz de propaganda da Segunda Guerra Mundial: "A batalha da Europa unida no leste"

O General Glaise-Horstenau relatou: "O movimento Ustaše está, devido aos erros e atrocidades que cometeu e à corrupção, tão comprometido que o poder executivo do governo (a guarda nacional e a polícia) será separado do governo - mesmo para o preço de romper qualquer possível conexão com o governo."
O Reichsführer-SS Heinrich Himmler é citado caracterizando o Estado Independente da Croácia como "ridículo": "nossos amados assentamentos alemães serão protegidos. Espero que a área ao sul de Srem seja libertada pela... Divisão da Bósnia... para que possamos pelo menos restaurar a ordem parcial neste estado ridículo (croata)."
Os Ustaše ganharam o apoio alemão para os planos de eliminação da população sérvia na Croácia. Um plano envolvia um intercâmbio em 1941 entre a Alemanha e o NDH, no qual 20.000 eslovenos católicos seriam deportados da Eslovênia controlada pelos alemães e enviados para o NDH, onde seriam assimilados como croatas. Em troca, 20.000 sérvios seriam deportados do NDH e enviados para o território da Sérvia ocupado pelos alemães. No encontro com Hitler em 6 de junho de 1941, em Salzburgo, Pavelić concordou em receber 175 mil eslovenos deportados. O acordo previa que o número de sérvios deportados de NDH para a Sérvia poderia exceder em 30.000 o número de eslovenos recebidos. Durante as conversações, Hitler sublinhou a necessidade e a conveniência das deportações de eslovenos e sérvios, e aconselhou Pavelic que o NDH, para se tornar estável, deveria prosseguir uma política etnicamente intolerante durante os próximos 50 anos.  As forças de ocupação alemãs permitiram a expulsão dos sérvios para a Sérvia, mas em vez de enviarem os eslovenos para a Croácia, estes também foram deportados para a Sérvia. No total, cerca de 300 mil sérvios foram deportados ou fugiram do NDH para a Sérvia no final da Segunda Guerra Mundial.
As atrocidades cometidas pelos Ustaše surpreenderam os observadores; O brigadeiro Sir Fitzroy Maclean, chefe da missão militar britânica junto aos guerrilheiros, comentou: "Alguns Ustaše recolheram os olhos dos sérvios que mataram, enviando-os, quando tiveram o suficiente, ao Poglavnik ['chefe'] para sua inspeção ou exibindo orgulhosamente eles e outros órgãos humanos nos cafés de Zagreb."
O regime nazista exigiu que os Ustaše adotassem políticas raciais antissemitas, perseguissem os judeus e montassem vários campos de concentração . Pavelic e os Ustaše aceitaram as exigências nazis, mas a sua política racial centrou-se principalmente na eliminação da população sérvia. Quando os Ustaše precisaram de mais recrutas para ajudar a exterminar os sérvios, o Estado rompeu com a política antissemita nazi, prometendo cidadania ariana honorária e, portanto, liberdade de perseguição, aos judeus que estivessem dispostos a lutar pelo NDH. Como este era o único meio legal que permitia aos judeus escapar da perseguição, vários judeus juntaram-se às forças armadas do NDH. Isto agravou as SS alemãs, que alegaram que o NDH deixou 5.000 judeus sobreviverem através do serviço nas forças armadas do NDH.
Os objectivos anti-semitas alemães para a Croácia foram ainda minados pela relutância da Itália em aderir a uma política anti-semita estrita, o que resultou em judeus em partes da Croácia controladas pelos italianos evitando a mesma perseguição enfrentada pelos judeus no leste da Croácia controlada pelos alemães. Depois que a Itália abandonou a guerra em 1943, as forças alemãs ocuparam o oeste da Croácia e o NDH anexou o território cedido à Itália em 1941.
Poucos dias após a criação do NDH, os trabalhadores croatas foram requisitados pelo Reich para trabalho forçado barato e trabalho escravo. A partir de 1942, as autoridades alemãs e croatas cooperaram mais estreitamente na deportação de croatas e sérvios "indesejados" para campos de concentração no Reich e na Noruega para trabalhos forçados (Arbeitseinsatz).
Entre 1941 e 1945, cerca de 200.000 cidadãos croatas do NDH (incluindo croatas étnicos, bem como sérvios étnicos com nacionalidade croata e eslovenos) foram enviados para a Alemanha para trabalhar como escravos e trabalhadores forçados, trabalhando principalmente na mineração, agricultura e silvicultura. . Estima-se que 153.000 destes trabalhadores tenham sido recrutados "voluntariamente", no entanto, em muitos casos, este não foi o caso, uma vez que os trabalhadores que inicialmente se voluntariaram foram forçados a trabalhar mais horas e receberam menos do que os seus contratos tinham. estipulado, eles também não foram autorizados a voltar para casa após o término do seu contrato anual, momento em que o seu trabalho não era mais voluntário, mas forçado. O trabalho forçado e escravo também foi realizado em campos de concentração nazistas, como em Buchenwald e Mittelbau-Dora.
De 1941 a 1945, 3,8% da população da Croácia foi enviada para trabalhar no Reich, um valor superior à média europeia.

### Resistência dos Partisans
Em 22 de junho de 1941, o Destacamento Partidário de Sisak foi formado na floresta de Brezovica, perto de Sisak; esta seria celebrada como a primeira unidade de resistência armada formada na Iugoslávia ocupada durante a Segunda Guerra Mundial. Croatas, sérvios, bósnios e cidadãos de todas as nacionalidades e origens começaram a juntar-se aos partidários pan-iugoslavos liderados por Josip Broz Tito. O movimento partidário logo foi capaz de controlar uma grande porcentagem do NDH (e da Iugoslávia) e em pouco tempo as cidades ocupadas da Bósnia e da Dalmácia, em particular, foram cercadas por essas áreas controladas pelos partidários, com suas guarnições vivendo em estado de sítio de facto . e tentando constantemente manter o controle das ligações ferroviárias.
Em 1944, terceiro ano da guerra na Iugoslávia, os croatas formavam 61% das unidades operacionais originárias do Estado Federal da Croácia.
O Estado Federal da Croácia também teve o maior número de destacamentos e brigadas  entre as unidades federais, e juntamente com as forças na Bósnia e Herzegovina, a resistência partidária no NDH constituía a maior parte da força militar do movimento. O marechal partidário Tito era meio croata, meio esloveno.

### Relações com os Chetniks

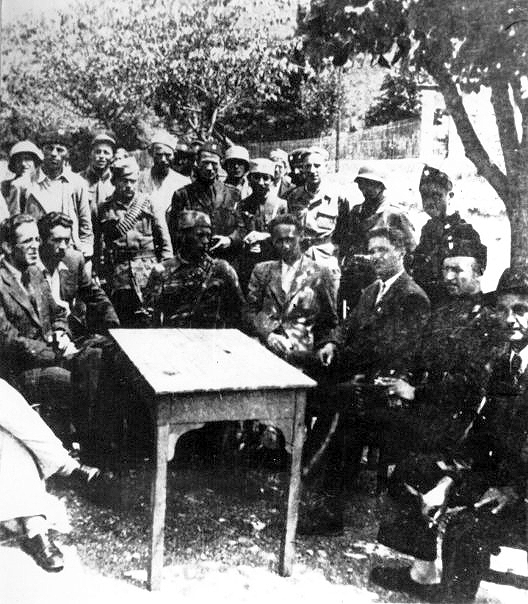
Representantes dos Chetniks, Ustaše e da Guarda Nacional Croata reúnem-se na Bósnia ocupada

Após a divisão de 1941 entre os Partisans e os Chetniks na Sérvia, os grupos Chetnik no centro, leste e noroeste da Bósnia encontraram-se presos entre as forças alemãs e Ustaše (NDH) de um lado e os Partidários do outro. No início de 1942, o major Chetnik Jezdimir Dangić abordou os alemães na tentativa de chegar a um entendimento, mas não teve sucesso e os líderes locais do Chetnik foram forçados a procurar outra solução. Embora os Ustaše e os Chetniks fossem nacionalistas rivais (croatas e sérvios), eles encontraram um inimigo comum nos guerrilheiros, e frustrar os avanços partidários tornou-se a principal razão para a colaboração que se seguiu entre as autoridades Ustaše do Estado Independente da Croácia e os destacamentos de Chetnik em Bósnia.

O primeiro acordo formal entre os chetniks bósnios e os Ustaše foi concluído em 28 de maio de 1942, no qual os líderes chetniks expressaram a sua lealdade como "cidadãos do Estado Independente da Croácia", tanto ao estado como ao seu Poglavnik (Ante Pavelić). Durante as três semanas seguintes, foram assinados três acordos adicionais, cobrindo uma grande parte da área da Bósnia (juntamente com os destacamentos de Chetnik dentro dela). Com a disposição destes acordos, os Chetniks cessariam as hostilidades contra o estado Ustaše, e os Ustaše estabeleceriam uma administração regular nestas áreas.   A disposição principal, o artigo 5.º do acordo, estabelece o seguinte:
Enquanto houver perigo por parte dos bandos armados Partidários, as formações Chetnik cooperarão voluntariamente com os militares croatas na luta e destruição dos Partidários e nessas operações estarão sob o comando geral das forças armadas croatas. ... As formações Chetnik podem envolver-se em operações contra os Partisans por conta própria, mas terão de reportar isso, atempadamente, aos comandantes militares croatas.
As munições e provisões necessárias foram fornecidas aos Chetniks pelos militares Ustaše. Os chetniks feridos em tais operações seriam atendidos nos hospitais do NDH, enquanto os órfãos e viúvas dos chetniks mortos em combate seriam apoiados pelo estado Ustaše. As pessoas especificamente recomendadas pelos comandantes de Chetnik seriam devolvidas para casa dos campos de concentração de Ustaše. Estes acordos abrangeram a maioria das forças Chetnik na Bósnia, a leste da linha de demarcação germano-italiana, e duraram durante a maior parte da guerra. Uma vez que as forças croatas ficaram imediatamente subordinadas à ocupação militar alemã, a colaboração com as forças croatas foi, na verdade, uma colaboração indirecta com os alemães.  

### Fim da guerra
Em agosto de 1944, houve uma tentativa do Ministro das Relações Exteriores do NDH, Mladen Lorković, e do Ministro da Guerra, Ante Vokić, de executar um golpe de estado contra Ante Pavelić, de modo a separar-se do Eixo e alinhar-se com os Aliados. O golpe de Lorković-Vokić falhou e os seus conspiradores foram executados. No início de 1945, o exército NDH retirou-se para Zagreb com tropas alemãs e cossacas. Eles foram dominados e o avanço das forças partidárias de Tito, acompanhadas pelo Exército Vermelho Soviético, causou uma retirada em massa dos Ustaše em direção à Áustria e efetivamente o fim do Estado Independente da Croácia. O próprio Pavelić também fugiu, embora tenha garantido que lutaria em Zagreb até o fim.
Em maio de 1945, uma grande coluna composta por tropas da Guarda Interna do NDH, Ustaša, Cossacos, alguns Chetniks e a Guarda Nacional Eslovena, bem como numerosos civis, recuou das forças Partidárias que se dirigiam para noroeste em direção à Itália e à Áustria. O Instrumento de Rendição Alemão foi assinado em 8 de maio, mas os alemães colocaram Pavelić no comando exclusivo das forças NDH, e ele ordenou que continuassem lutando enquanto as colunas tentavam alcançar as forças britânicas para negociar a passagem para a Áustria ocupada pelos Aliados. O exército britânico, no entanto, recusou-lhes a entrada e entregou-os às forças partidárias. As repatriações de Bleiburg da Áustria resultaram em execuções em massa.
Em 25 de maio de 1945, a batalha final da Segunda Guerra Mundial na Europa, a Batalha de Odžak, terminou com a queda do Estado Independente da Croácia, cujo território passou a fazer parte da Iugoslávia Federal Democrática, e com o desaparecimento do Estado Independente da Croácia.
Entretanto, Pavelić separou-se do grupo e fugiu para a Áustria, Itália, Argentina e finalmente para Espanha, onde morreria em 1959. Vários outros membros do governo NDH foram capturados em maio e junho de 1945, e condenados à morte ou prisão de longa duração no julgamento de Mile Budak. O fim da guerra resultou no estabelecimento da República Democrática da Jugoslávia, que mais tarde se tornou a República Federal Socialista da Jugoslávia, com a Constituição de 1946 tornando oficialmente a República Socialista da Croácia e a República Socialista da Bósnia e Herzegovina duas das seis repúblicas constituintes do novo estado.

### Consequências
Embora os movimentos de extrema-direita na Croácia inspirados na antiga NDH tenham ressurgido durante a Guerra da Independência da Croácia, a atual Constituição da Croácia não reconhece oficialmente o Estado Independente da Croácia como o estado antecessor histórico ou legítimo da atual república croata. Apesar disso, ao declarar a independência da Iugoslávia em 1991, a República da Croácia reabilitou a Guarda Nacional Croata, cujos veteranos receberam desde então pensões do Estado. Os soldados alemães que morreram em território croata não foram homenageados até que a Alemanha e a Croácia chegaram a um acordo sobre a marcação dos seus túmulos em 1996. A Comissão Alemã de Túmulos de Guerra mantém dois grandes cemitérios, em Zagreb e Split.

## Governo
O líder absoluto do NDH foi Ante Pavelić, que ficou conhecido pelo seu título Ustaše, Poglavnik, durante toda a guerra, independentemente do seu posto oficial no governo. De 1941 a 1943, enquanto o país era uma monarquia de jure, Pavelić foi o seu poderoso primeiro-ministro (ou "Presidente do Governo"). Após a capitulação da Itália, Pavelić tornou-se chefe de estado no lugar de Aimone, Duque de Aosta (também conhecido como Tomislav II) e manteve o cargo de primeiro-ministro até setembro de 1943, quando nomeou Nikola Mandić para substituí-lo.

### Monarquia
|  |  |  |

Após a formação do NDH, Pavelić concedeu a ascensão de Aimone, o 4º Duque de Aosta, como figura de proa do Rei da Croácia sob seu novo nome real, Tomislav II. Tomislav II não estava interessado em ser o rei da Croácia, nunca visitou o país e não teve influência sobre o governo. No verão de 1941, Tomislav II declarou que aceitaria a sua posição como Rei, apenas se certas exigências fossem satisfeitas:
1. que ele deveria ser informado sobre todas as atividades italianas no território do NDH;
2. que o seu reinado deveria ser confirmado pelo Parlamento do Estado Croata do NDH; e
3. que a política não deveria desempenhar nenhum papel nas forças armadas croatas.[90]

As exigências de saídas militares alemãs e italianas eram obviamente impossíveis de serem satisfeitas pelos governos italiano e alemão, e Tomislav II evitou assim assumir o seu cargo na Croácia. Aimone inicialmente recusou-se a assumir a coroa em oposição à anexação italiana da região da Dalmácia, de maioria croata, mas mais tarde aceitou o trono ao ser pressionado a fazê-lo por Vítor Emanuel III; no entanto, ele nunca se mudou da Itália para residir na Croácia.
Após a demissão de Mussolini em 25 de julho de 1943, Tomislav II abdicou em 31 de julho por ordem de Vítor Emanuel III.  Pouco depois do armistício com a Itália em setembro de 1943, Ante Pavelić declarou que Tomislav II não era mais rei da Croácia.
Tomislav II renunciou formalmente ao seu título, "Rei da Croácia, Príncipe da Bósnia e Herzegovina, Voivoda da Dalmácia, Tuzla e Knin, Duque de Aosta (desde 1942), Príncipe de Cisterna e de Belriguardo, Marquês de Voghera e Conde de Ponderano" , em outubro de 1943, após o nascimento de seu filho, Amedeo, a quem deu, entre seus nomes do meio, o nome de "Zvonimir".

### Parlamento
O Parlamento NDH foi estabelecido pelo Decreto Legal sobre o Parlamento do Estado Croata em 24 de janeiro de 1942.
Os parlamentares não foram eleitos e as reuniões foram convocadas pouco mais de uma dúzia de vezes após a sessão inicial em 1942. Seu presidente foi Marko Došen. Este decreto estabeleceu cinco categorias de indivíduos que receberiam um convite para ser membro do parlamento do governo nomeado por Ustaše: (1) representantes croatas vivos do Parlamento croata de 1918, (2) representantes croatas vivos eleitos nas eleições iugoslavas de 1938, (3) membros do Partido dos Direitos antes de 1919, (4) certos funcionários da Sede Suprema da Ustaše e (5) dois membros da assembleia nacional alemã. A responsabilidade pela reunião de todos os membros elegíveis do parlamento foi atribuída ao chefe do Supremo Tribunal, Nikola Vukelić, que considerou 204 pessoas elegíveis. De acordo com o decreto, Vukelić decidiu que aqueles que receberam o cargo de senador em 1939, fizeram parte do governo de Dušan Simović ou fizeram parte do governo iugoslavo no exílio perderam a elegibilidade. Duzentas e quatro pessoas foram declaradas elegíveis para o parlamento, com 141 participando efectivamente nas reuniões parlamentares. Dos 204 membros elegíveis do parlamento, 93 eram membros do Partido Camponês Croata, 56 dos quais participaram nas reuniões.
O Parlamento era apenas um órgão deliberativo e não tinha poderes para promulgar legislação. No entanto, durante a oitava sessão do parlamento em fevereiro de 1942, o regime Ustaše foi colocado na defensiva quando uma moção conjunta do Partido Camponês Croata e do Partido Croata dos Direitos, apoiada por 39 membros do parlamento, questionou sobre o paradeiro do líder do Partido Camponês Vladko Macek. Na sessão seguinte, Ante Pavelić respondeu que Maček estava a ser mantido isolado para evitar que entrasse em contacto com funcionários do governo iugoslavo. Em menos de um mês, Maček foi transferido do campo de concentração de Jasenovac e colocado em prisão domiciliária na sua propriedade em Kupinec.
Maček foi mais tarde convocado por estrangeiros para tomar posição e neutralizar o governo Pavelić, mas recusou. Maček fugiu do país em 1945, com a ajuda do general Ustaše Ante Moškov. Após a sessão de fevereiro de 1942, o Parlamento reuniu-se apenas mais algumas vezes e o decreto não foi renovado em 1943.

### Sistema judicial

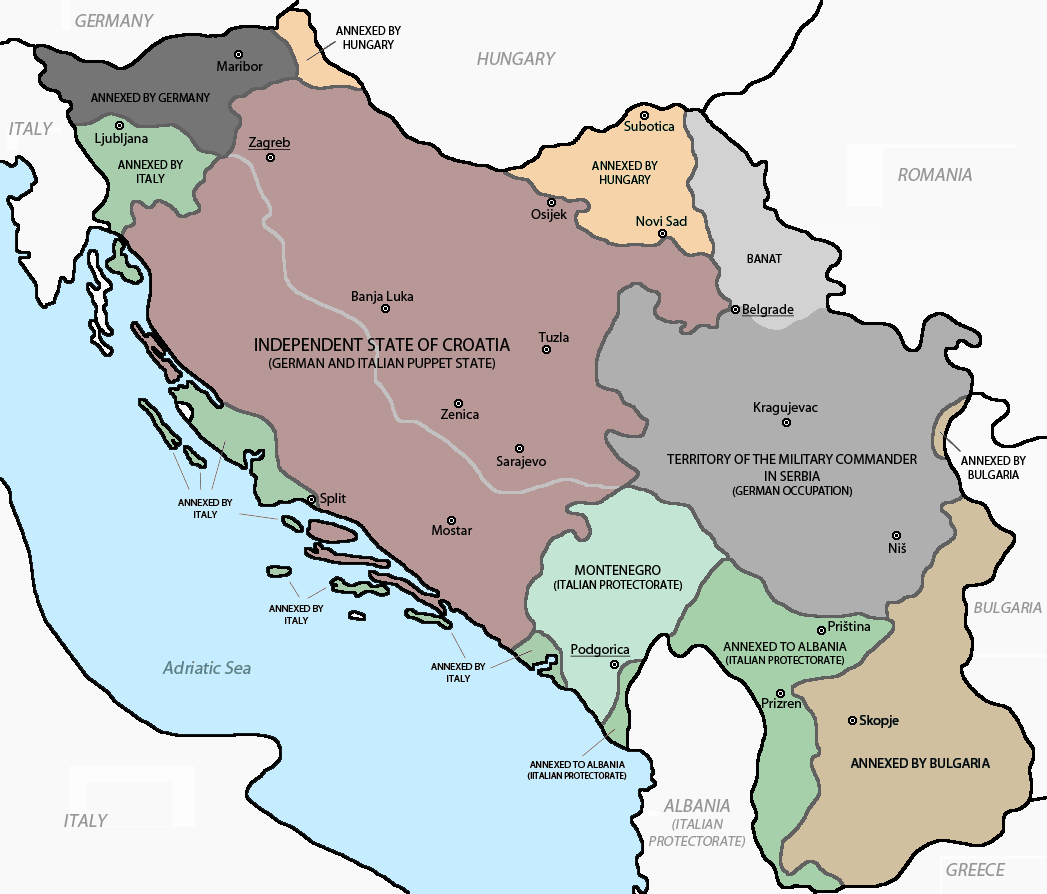
Ocupação e divisão da Iugoslávia, 1941-1943

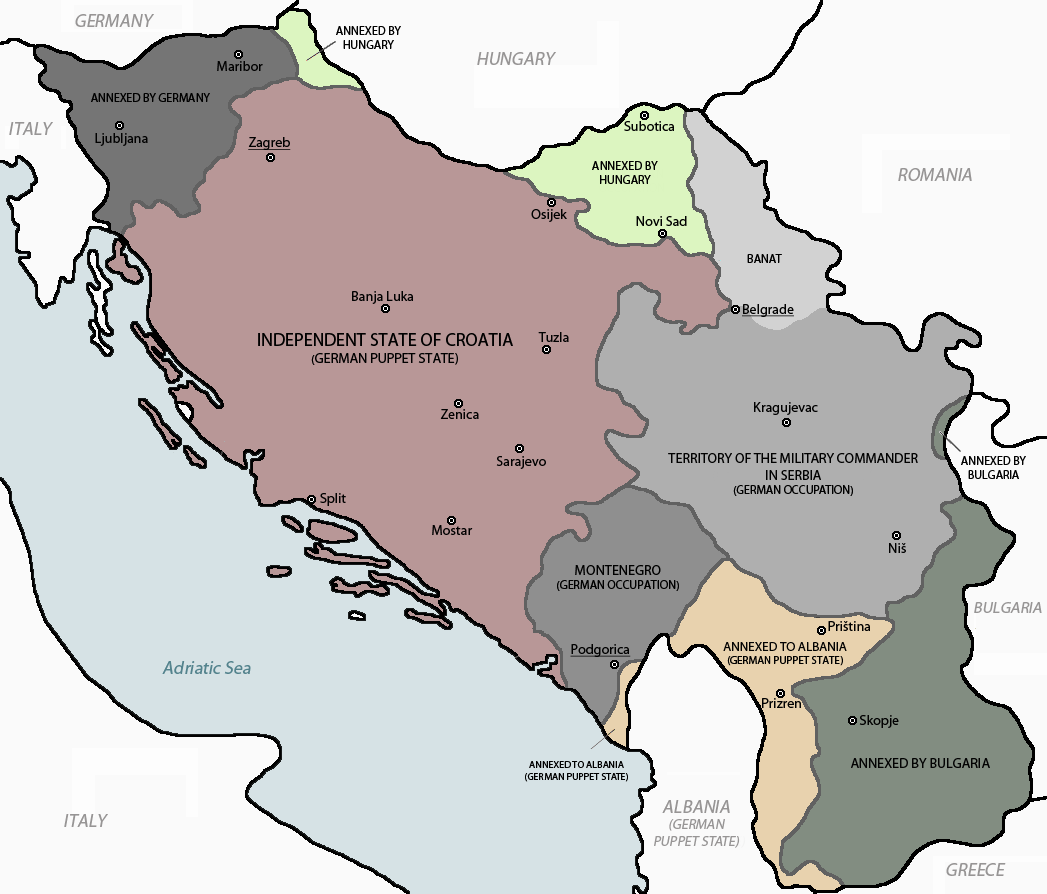
Ocupação e divisão da Iugoslávia, 1943-1944

O NDH manteve o sistema judicial do Reino da Iugoslávia, mas restaurou os nomes dos tribunais às suas formas originais. O estado tinha 172 tribunais locais (kotar), 19 tribunais distritais (mesas judiciais), um tribunal administrativo e um tribunal de apelação (Mesa de Ban) em Zagreb e Sarajevo, bem como um tribunal supremo (Tabela dos Sete) em Zagreb e um suprema corte em Sarajevo. O estado manteve penitenciárias masculinas em Lepoglava, Hrvatska Mitrovica, Stara Gradiška e Zenica, e uma penitenciária feminina em Zagreb.

### Militares
O NDH fundou o Exército do Estado Independente da Croácia (em servo-croata:  Hrvatsko domobranstvo) e a Marinha do Estado Independente da Croácia em abril de 1941 com o consentimento das forças armadas alemãs (Wehrmacht). A tarefa das forças armadas era defender o Estado contra inimigos estrangeiros e internos.  O Exército incluiu uma força aérea. O NDH também criou a Ustaška Vojnica (Milícia Ustaše) que foi concebida como uma milícia partidária e uma gendarmaria.
O Exército estava originalmente limitado a 16 batalhões de infantaria e 2 esquadrões de cavalaria – 16.000 homens no total. Os 16 batalhões originais logo foram ampliados para 15 regimentos de infantaria de dois batalhões cada entre maio e junho de 1941, organizados em cinco comandos divisionais, cerca de 55.000 homens. As unidades de apoio incluíam 35 tanques leves fornecidos pela Itália,  10 batalhões de artilharia (equipados com armas capturadas do Exército Real Iugoslavo de origem tcheca), um regimento de cavalaria em Zagreb e um batalhão de cavalaria independente em Sarajevo. Dois batalhões de infantaria motorizados independentes estavam baseados em Zagreb e Sarajevo, respectivamente. Nos termos dos Tratados de Roma (1941) com a Itália, a marinha NDH estava restrita a algumas embarcações costeiras e de patrulha, que patrulhavam principalmente as vias navegáveis interiores.
Quando criada em 1941, a Força Aérea do Estado Independente da Croácia (em servo-croata:  Zrakoplovstvo Nezavisne Države Hrvatske) (ZNDH), consistia em aeronaves reais iugoslavas capturadas (sete caças operacionais, 20 bombardeiros e cerca de 180 aeronaves auxiliares e de treinamento), bem como comandos de paraquedistas, treinamento e artilharia antiaérea. Durante o curso da Segunda Guerra Mundial na Iugoslávia, foi complementado com várias centenas de caças e bombardeiros alemães, italianos e franceses novos ou revisados, até receber as entregas finais de novas aeronaves da Alemanha em abril de 1945.
A Legião da Força Aérea Croata (em servo-croata:  Hrvatska Zrakoplovna Legija), ou HZL, foi uma unidade militar da Força Aérea do Estado Independente da Croácia que lutou ao lado da Luftwaffe na Frente Oriental de 1941 a 1943 e depois em solo croata. A unidade foi enviada à Alemanha para treinamento em 15 de julho de 1941, antes de seguir para a Frente Oriental. Muitos dos pilotos e tripulações já haviam servido na Força Aérea Real Iugoslava durante a Invasão da Iugoslávia em abril de 1941. Alguns deles também tinham experiência nos dois principais tipos que iriam operar, o Messerschmitt 109 e o Dornier Do 17, tendo dois pilotos de caça efetivamente abatido aeronaves da Luftwaffe.
Durante as operações na Frente Oriental, os caças da unidade mataram um total de 283, enquanto os seus bombardeiros participaram em cerca de 1.500 missões de combate. Ao retornar à Croácia em dezembro de 1942, a aeronave da unidade provou ser um forte acréscimo ao poder de ataque das forças do Eixo que lutaram contra os Partidários até o final de 1944.
Devido ao baixo moral entre os recrutas do exército e ao seu crescente descontentamento com o regime Ustaša à medida que a guerra avançava, os guerrilheiros passaram a considerá-los um elemento-chave na sua linha de abastecimento. De acordo com William Deakin, que liderou uma das missões britânicas ao comandante-em-chefe partidário Josip Broz Tito, em algumas áreas, os partidários libertavam soldados do exército depois de desarmá-los, para que pudessem voltar ao campo com armas de reposição, que seria novamente apreendido. Outros soldados do exército desertaram ou canalizaram ativamente suprimentos para os guerrilheiros – particularmente depois que o NDH cedeu a Dalmácia à Itália. O número de tropas do exército diminuiu de 130.000 no início de 1943 para 70.000 no final de 1944, altura em que o governo NDH fundiu o exército com o exército Ustaše e foi organizado em dezoito divisões, incluindo artilharia e unidades blindadas. Apesar destas dificuldades, o exército, juntamente com o XV Corpo de Cossacos comandado pelos alemães, foi capaz de ajudar a Wehrmacht a manter as suas linhas na Síria, Eslavônia e Bósnia contra as ofensivas combinadas soviética, búlgara e partidária desde o final de 1944 até pouco antes do NDH. colapso em maio de 1945.
A Força Aérea do Estado Independente da Croácia forneceu algum nível de apoio aéreo (ataque, caça e transporte) até maio de 1945, encontrando e às vezes derrotando aeronaves inimigas da Força Aérea Real Britânica, da Força Aérea dos Estados Unidos e da Força Aérea Soviética. As entregas finais dos caças alemães Messerschmitt 109G e K atualizados ainda estavam ocorrendo em abril de 1945.
No final de março de 1945, era óbvio para o Comando do Exército Croata que, embora a frente permanecesse intacta, acabaria por ser derrotada por pura falta de munição. Por esta razão, foi tomada a decisão de recuar para a Áustria, a fim de se render às forças britânicas que avançavam para norte a partir de Itália. O exército alemão estava em processo de desintegração e o sistema de abastecimento estava em ruínas.

### Moeda
A moeda do NDH era a Kuna do Estado Independente da Croácia. O Banco Estatal Croata era o banco central, responsável pela emissão de moeda.

### Ferrovias
O NDH formou as Ferrovias Estatais Croatas depois que as Ferrovias Iugoslavas foram dissolvidas e as Ferrovias Estatais Sérvias na Sérvia foram descentralizadas.
Em maio de 1943, as autoridades alemãs começaram a deportar judeus croatas do NDH em vagões de gado para Auschwitz, onde quase todas as vítimas foram gaseadas à chegada.

## Zonas de influência
De 1941 a 1943, o território do Estado Independente da Croácia foi dividido em zonas alemãs e italianas, às vezes descritas como zonas de influência   e às vezes como zonas de ocupação:  
- A zona alemã, que incluía a parte nordeste do NDH, fazendo fronteira com a Hungria no norte, a Sérvia ocupada pelos alemães no leste, a zona italiana no sul e a Alemanha Nazista no noroeste.[122] Lá, as forças armadas alemãs (Wehrmacht) exerceram o controle de facto.
- A zona italiana, que incluía a parte sudoeste do NDH, fazendo fronteira com a zona alemã no nordeste, o Montenegro ocupado pelos italianos no leste e os territórios iugoslavos anexados pela Itália no sudoeste.[122]

Após a capitulação da Itália em 1943, a zona de influência italiana foi abolida e a zona de influência alemã foi expandida para todo o Estado Independente da Croácia. Ao mesmo tempo, o NDH adquiriu o controle do norte da Dalmácia (Split e Šibenik).

## Política
Sob o Estado Independente da Croácia, todos os partidos, exceto o partido Ustaše, foram banidos.

### Relações Estrangeiras
O NDH recebeu reconhecimento total pelas Potências do Eixo e pelos países sob ocupação do Eixo, também foi reconhecido pela Espanha Franquista. O estado manteve missões diplomáticas em vários países, todos na Europa. Os países que mantinham embaixadas em Zagreb eram a Alemanha Nazista, a Itália, a Eslováquia de Tiso, a Hungria, a Romênia, a Bulgária, a Finlândia, a Espanha e o Japão. Existiam também consulados da Itália, Suécia, Suíça, Dinamarca, Portugal, Argentina e na França de Vichy.
Em 1941, o país foi admitido na União Postal Universal. Em 10 de agosto de 1942, foi assinado um acordo em Brijuni que restabeleceu a Sociedade Ferroviária Danúbio-Sava-Adriático entre o Estado Independente da Croácia, Alemanha, Hungria e Itália. Após a declaração de guerra alemã contra os Estados Unidos em 11 de dezembro de 1941, o Estado Independente da Croácia declarou guerra aos Estados Unidos e ao Reino Unido em 14 de dezembro.
A Cruz Vermelha Croata foi criada em 1941, com Kurt Hühn servindo como seu presidente. O NDH assinou as Convenções de Genebra em 20 de janeiro de 1943, após o que o Comitê Internacional da Cruz Vermelha nomeou Julius Schmidlin como seu representante no país.

## Políticas de genocídio

Um guarda Ustase está entre os corpos de prisioneiros assassinados no campo de concentração de Jasenovac, 1942

A historiadora Irina Ognyanova afirmou que as semelhanças entre o NDH e o Terceiro Reich incluíam a suposição de que o terror e o genocídio eram necessários para a preservação do Estado.  Michael Phayer explicou que o genocídio na Croácia começou antes dos nazistas decidirem matar os judeus da Europa, enquanto Jonathan Steinberg afirmou que os crimes contra os sérvios no NDH foram o "primeiro genocídio total tentado durante a Segunda Guerra Mundial". 
No primeiro dia da sua chegada a Zagreb, Ante Pavelić proclamou uma lei que permaneceu em vigor durante todo o período do Estado Independente da Croácia. A lei, promulgada em 17 de abril de 1941, declarou que todas as pessoas que ofendessem ou tentassem ofender a nação croata eram culpadas de traição – um crime punível com a morte.
Um dia depois, em 18 de abril, foi publicada a primeira lei racial anti-semita croata. Esta lei não criou pânico entre a população judaica, porque eles acreditavam que era apenas uma continuação das leis anti-semitas do Reino da Jugoslávia, que foram proclamadas em 1939. No entanto, a situação mudou rapidamente em 30 de Abril, com a publicação das leis raciais arianas. Uma parte notável da legislação racial foram as leis de conversão religiosa, cujas implicações não foram compreendidas pela maioria da população quando foram publicadas em 3 de maio de 1941. As implicações tornaram-se claras após o discurso de Julho do ministro da Educação, Mile Budak, no qual declarou: "Mataremos um terço de todos os sérvios. Deportaremos outro terço e o resto deles será forçado a converter-se ao catolicismo". ". As leis raciais foram aplicadas até 3 de maio de 1945.
O governo do NDH cooperou com a Alemanha Nazista no Holocausto e exerceu a sua própria versão do genocídio contra os sérvios étnicos que viviam dentro das suas fronteiras. A política estatal em relação aos sérvios foi declarada pela primeira vez nas palavras de Milovan Žanić, ministro do Conselho Legislativo do NDH, em 2 de maio de 1941: "Este país só pode ser um país croata e não há nenhum método que hesitaríamos em usar para fazer verdadeiramente croata e limpá-lo dos sérvios, que durante séculos nos colocaram em perigo e que nos colocarão novamente em perigo se lhes for dada a oportunidade."
Estima-se que 320.000-340.000 sérvios, 30.000 judeus croatas e 30.000 ciganos foram mortos durante o NDH, incluindo entre 77.000 e 99.000 sérvios, bósnios, croatas, judeus e ciganos mortos no campo de concentração de Jasenovac, enquanto aproximadamente 300.000 sérvios foram mortos. forçado a sair do NDH.
Embora o principal alvo de perseguição dos Ustase fossem os sérvios, eles também participaram na destruição das populações judaica e cigana. O NDH desviou-se da política anti-semita nazi ao prometer cidadania ariana honorária a alguns judeus, se estivessem dispostos a alistar-se e a lutar pelo NDH. 
O historiador croata Ivo Goldstein estima que 135.000 croatas também foram mortos no NDH, principalmente como colaboradores reais ou suspeitos (mortos pelos guerrilheiros), com 19.000 morrendo em prisões ou campos, como oponentes do regime Ustashe, e 45.000 mortos como guerrilheiros.
De acordo com os censos de 1931 e 1948, a população sérvia diminuiu na Croácia e aumentou na Bósnia:
| Sérvios       | Croácia | Bósnia e Herzegovina | Srem, Sérvia | Total      |
| ------------- | ------- | -------------------- | ------------ | ---------- |
| Censo de 1931 | 633,000 | 1,028,139            | 210,000      | 1,871,000  |
| Censo de 1948 | 543,795 | 1,136,116            | Desconhecido | 1,672,000+ |

Os sérvios no NDH sofreram uma das maiores taxas de baixas na Europa durante a Segunda Guerra Mundial.  O cientista político Rudolph Rummel colocou o NDH como um dos regimes mais letais do século XX no seu livro sobre o "democídio".  No entanto, o historiador Tomislav Dulić, numa análise crítica das estimativas de Rummel para a Iugoslávia, disse que estas contrastam com a investigação demográfica iugoslava e são demasiado elevadas.
O historiador Stanley G. Payne afirmou que as execuções diretas e indiretas pelo regime NDH eram um "crime extraordinário em massa", que em termos proporcionais excedia qualquer outro regime europeu além do Terceiro Reich de Hitler.  Ele acrescentou que os crimes no NDH foram proporcionalmente superados apenas pelo Khmer Vermelho no Camboja e por vários dos regimes africanos extremamente genocidas. 

## Economia

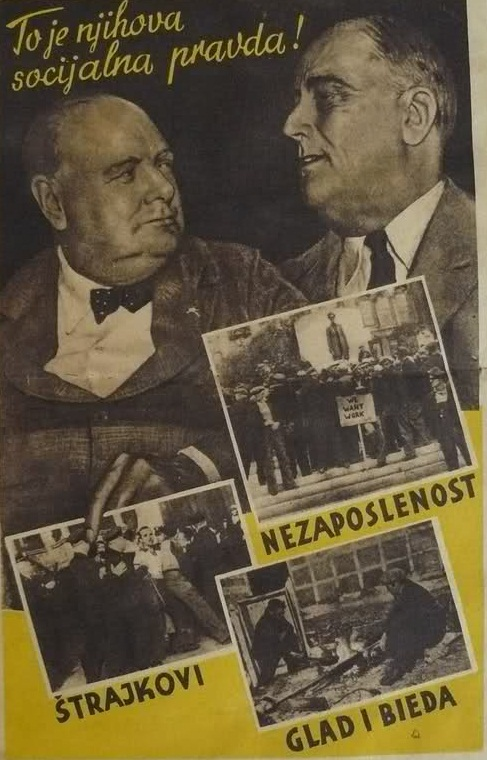
Cartaz de propaganda mostrando Winston Churchill e Franklin D. Roosevelt com as palavras: "Esta é a justiça social deles!; Greves; Desemprego; Fome e miséria"

A economia do Estado Independente da Croácia estava em grande parte subordinada aos interesses económicos da Alemanha nazi e da Itália fascista, e tinha de cumprir obrigações significativas para com eles.  A potência dominante era a Alemanha nazi, que exigia fornecimentos de matérias-primas ao NDH para apoiar a economia alemã e o seu esforço de guerra. A força de trabalho croata também foi vista como um substituto potencial para alguns dos trabalhadores alemães que foram recrutados para o serviço militar e enviados para a guerra.  Um acordo económico assinado em Maio de 1941 proporcionou à Alemanha acesso irrestrito a matérias-primas industriais no NDH e obrigou o NDH a suportar os custos das unidades militares alemãs estacionadas no seu território; este foi um fardo muito grande, dada a pequena dimensão da economia croata.  Acordos semelhantes também foram celebrados com a Itália numa base de mais curto prazo (tinham de ser renovados de três em três meses), que obrigavam a NDH a apoiar e reabastecer unidades do exército italiano dentro das suas fronteiras, a fazer pagamentos mensais à Itália e a permitir os militares italianos cortassem árvores livremente para obter madeira. 
As autoridades alemãs e italianas não coordenaram as respetivas políticas em relação à Croácia, resultando em exigências sobrepostas e contraditórias que sobrecarregaram ainda mais a economia croata. Em particular, tanto a Alemanha como a Itália exigiam grandes quantidades de bauxita, minério de ferro, madeira e grãos.  Edmund Glaise-Horstenau, o Plenipotenciário Geral alemão, culpou a Itália por exigir demasiado do NDH, enquanto Galeazzo Ciano escreveu no seu diário que os alemães tinham tal controlo sobre o NDH que a economia croata se tinha tornado um problema ítalo-alemão.  Oficialmente, a economia do NDH deveria ser reorganizada numa nova ordem económica inspirada no modelo alemão, que deveria ser uma economia gerida com forte envolvimento do Estado na vida económica. Contudo, a nova ordem económica permaneceu apenas um objectivo teórico, não realizado na prática. 
Ao chegar ao poder, os Ustaša prometeram mudanças sociais e económicas significativas, em linha com a sua ideologia que sustentava que a nação croata tinha sido oprimida por judeus e sérvios, tanto económica como politicamente.  Em 1942, o economista Ante Frlić publicou um relatório sobre a propriedade no NDH, que argumentava que o país se encontrava numa situação económica difícil porque a maioria das empresas estava "nas mãos dos judeus, e muitas também estavam nas mãos dos sérvios, " enquanto os croatas só tinham pequenos negócios.  As "empresas estrangeiras" - aquelas pertencentes a judeus ou sérvios - foram colocadas sob a autoridade de comissários nomeados pelo Estado, enquanto Frlić apelou a um "novo sistema económico de base moral" que satisfizesse as necessidades do povo croata e do exército.  O novo sistema económico prometido pelos Ustaša foi fortemente inspirado no corporativismo fascista italiano e teve vários nomes diferentes; O teórico Ustaše, Aleksandar Seitz, chamou isso de "socialismo croata".  Esta ideia opunha-se tanto ao comunismo como ao capitalismo e “tentava criar uma unidade psíquica entre o camponês da aldeia, o trabalhador da cidade, os intelectuais nos sótãos, os trabalhadores de colarinho branco nos escritórios e os guerreiros no campo de batalha”.  Seitz declarou que o objetivo era reunir todas as classes e propriedades para trabalhar para a comunidade nacional; esta comunidade nacional era considerada um conceito oposto tanto aos marxistas como aos capitalistas, porque "os primeiros conheciam apenas as classes, enquanto os últimos reconheciam apenas os mercados livres". O desejo de construir uma comunidade nacional croata foi visto como parte de uma revolução nacional europeia mais ampla que se opunha às ideologias dos Estados Unidos e da União Soviética, duas forças acusadas de procurar o "nivelamento de todas as culturas humanas".
No início de 1942, o governo introduziu o serviço de trabalho obrigatório para todos os cidadãos com idade entre 18 e 25 anos  Até então, cerca de 7,55 mil milhões de dinares jugoslavos foram substituídos pela kuna NDH a uma taxa de câmbio de 1 dinar por 1 kuna. Posteriormente, o governo continuou a imprimir dinheiro e a sua quantidade em circulação aumentou rapidamente, resultando em altas taxas de inflação. No final de 1943 havia 43,6 mil milhões de kunas em circulação e em Agosto de 1944 76,8 mil milhões. A impressão constante de dinheiro era uma forma de financiar enormes gastos governamentais, especialmente na manutenção das tropas alemãs e italianas no NDH, que não podiam ser cobertos pelo aumento dos impostos e pelos empréstimos de longo prazo. O NDH herdou 42% ou 32,5 milhões de reichsmarks da dívida total que a Iugoslávia devia à Alemanha. Segundo dados oficiais, a dívida total do NDH em contas de compensação no final de 1944 ascendia a 969,8 milhões de kunas.
Os ramos económicos dos quais o NDH obteve a maior parte das receitas (cobradas através de impostos directos e indiretos) incluíram a indústria, o comércio e o artesanato. Cerca de 20% das empresas industriais do estado representavam a indústria madeireira. No entanto, à medida que a guerra avançava, a produção industrial no território de NDH diminuía constantemente, enquanto a inflação continuava a crescer. 
Em 1942, 80% das exportações de NDH foram para a Alemanha (incluindo Áustria, Protetorado da Boêmia e Morávia e o Governo Geral da Polônia) e 12% para Itália. A Alemanha cobriu 70% das importações, enquanto a Itália cobriu 25%. Outros parceiros comerciais incluíram a Hungria, a Roménia, a Finlândia, a Sérvia e a Suíça. As exportações do NDH consistiam principalmente de madeira serrada e produtos de madeira, produtos agrícolas (incluindo tabaco), gado, minério e bauxita estrategicamente importante. A NDH importou principalmente máquinas, ferramentas e outros produtos metálicos, têxteis e combustíveis.

### Papel da Alemanha Nazista
No Estado Independente da Croácia, que a Alemanha nazi tratou formalmente como um Estado soberano, a maior parte, se não toda, a actividade industrial e económica foi monopolizada ou recebeu uma alta prioridade de exploração pela Alemanha. Acordos entre os dois governos em meados de 1941 regulamentaram o comércio exterior e os pagamentos e a exportação de mão de obra croata para a Alemanha. A Alemanha já controlava um grande número de empresas industriais e mineiras na Croácia que pertenciam parcial ou totalmente a cidadãos alemães ou a cidadãos de países ocupados pela Alemanha. Muitas outras empresas na Croácia, especialmente nas indústrias mineira de bauxite e madeireira, foram arrendadas aos alemães durante a guerra. Os alemães também detinham grandes interesses nos bancos comerciais croatas, exercidos quer diretamente pelos bancos de Berlim e Viena, quer indiretamente, pelos bancos alemães que tinham grandes interesses nos bancos de Praga e Budapeste. 
Desde o início, os alemães demonstraram grande interesse nas minas de minério de ferro de alta qualidade de Ljubija, no noroeste da Bósnia, no complexo industrial (aço, carvão e produtos químicos pesados) no triângulo Sarajevo – Tuzla – Zenica, no nordeste da Bósnia, e na bauxita. . À medida que a guerra avançava e o envolvimento militar alemão na Croácia se expandia, cada vez mais a indústria croata era colocada a trabalhar para os alemães. As minas de bauxita na Herzegovina, Dalmácia e oeste da Bósnia estavam na zona de ocupação italiana, mas sua produção total foi destinada às necessidades alemãs durante a guerra, sob o acordo germano-italiano de 1941.
Outros ativos industriais croatas utilizados pelos alemães incluíam a produção de lenhite e lignito, cimento (principais fábricas em Zagreb e Split), petróleo e sal. A produção de petróleo bruto, nos campos a leste de Zagreb desenvolvidos pela American Vacuum Oil Company, só começou em novembro de 1941 e nunca atingiu um nível elevado, com uma média de 24 000 barrils (3 800 m3) por mês em meados de 1944. As mercadorias mais importantes fabricadas na Croácia para uso alemão foram quartéis pré-fabricados (utilizando a grande indústria madeireira croata), roupas, baterias de célula seca, peças de construção de pontes e munições (granadas).
A mina de minério de ferro de Vareš abastecia a siderúrgica de Zenica, que tinha capacidade de 120.000 toneladas de aço anualmente. A fábrica Zenica, por sua vez, forneceu o arsenal estatal em Sarajevo e a fábrica de máquinas e vagões ferroviários em Slavonski Brod, ambas produzindo vários itens para a Wehrmacht durante a guerra, incluindo granadas e cartuchos. Algum minério de ferro de Vareš também foi exportado para Itália, Hungria e Romênia.

### Papel da Itália Fascista
A região do NDH controlada pela Itália tinha poucos recursos naturais e pouca indústria. Havia algumas importantes plantações de madeira, várias fábricas de cimento, uma fábrica de alumínio em Lozovac, uma fábrica de carboneto e fertilizantes químicos em Dugi Rat, e uma fábrica de ferromanganês e ferro fundido perto de Šibenik, operações de construção naval em Split, algumas minas de lenhite abastecendo combustível para ferrovias, transporte marítimo e industrial, e ricos campos de bauxita.

## Demografia

### População
De acordo com dados calculados pelo Ministério das Relações Exteriores alemão durante a criação do estado, a população era de aproximadamente 6.285.000 dos quais 3.300.000 (52,5%) eram croatas, 1.925.000 (30,6%) eram sérvios, 700.000 (11,1%) eram muçulmanos, 150.000 (2,3%) Alemães, 65.000 (1,0%) Tchecos e Eslovacos, 40.000 (0,6%) Judeus, e 30.000 (0,4%) Eslovenos. Os croatas representavam pouco mais da metade da população do Estado Independente da Croácia. Com os muçulmanos tratados como croatas, a percentagem croata da população total ainda era inferior a dois terços.

### Deslocamento
Um grande número de pessoas foi deslocado devido aos combates internos na Jugoslávia. O NDH teve de aceitar mais de 200.000 refugiados eslovenos que foram expulsos à força das suas casas como parte do plano alemão de anexação de partes dos territórios eslovenos. Como parte deste acordo, os Ustaše deveriam deportar 200.000 sérvios das regiões militares da Croácia; no entanto, apenas 182.000 foram deportados quando o alto comandante alemão Bader interrompeu este transporte em massa de pessoas por causa da revolta dos chetniks e dos guerrilheiros na Sérvia. Estima-se que 120.000 sérvios foram deportados de NDH para a Sérvia ocupada pelos alemães e 300.000 fugiram em 1943.  
A colonização interna para a região da Eslavônia foi incentivada durante este período a partir da Dalmácia, Lika, Hrvatsko Zagorje e Bósnia e Herzegovina. O estado manteve um Escritório de Colonização em Mostar, Osijek, Petrinja, Sarajevo, Sremska Mitrovica e Zagreb.

## Cultura
Logo após o estabelecimento do NDH, a Academia Iugoslava de Ciências e Artes de Zagreb foi renomeada como Academia Croata de Ciências e Artes. O país tinha quatro teatros estatais: em Zagreb, Osijek, Dubrovnik e Sarajevo. O Teatro Estatal Croata em Zagreb foi palco da Filarmônica de Berlim e do Teatro dell'Opera di Roma na temporada 1941-42. Os volumes dois a cinco da Enciclopédia Croata de Mate Ujević foram publicados durante este período. A Editora Velebit (Nakladna knjižara "Velebit"), nomeada em homenagem ao Levante Velebit, publicou obras pró-Eixo, incluindo Japanac o Japanu (Um japonês no Japão) do encarregado de negócios japonês, Kazuichi Miura. O NDH esteve representado na Bienal de Veneza de 1942, onde as obras de Joza Kljaković, Ivan Meštrović, Ante Motika, Ivo Režek, Bruno Bulić, Josip Crnobori, Antun Medić, Slavko Kopač e Slavko Šohaj foram apresentadas por Vladimir Kirin.
A existente Universidade de Zagreb foi renomeada como Universidade Croata (em servo-croata:  Hrvatsko sveučilište), e era a única universidade do NDH. A universidade estabeleceu uma faculdade farmacêutica em 1942, e uma faculdade de medicina em Sarajevo em 1944. Também abriu o Hospital Universitário de Zagreb, que mais tarde se tornou um dos maiores hospitais da Croácia.
O estado teve dois feriados seculares; o aniversário da sua criação foi comemorado em 10 de abril e o assassinato de Stjepan Radić foi comemorado em 20 de junho. Além disso, o estado concedeu feriados a diversas comunidades religiosas:
- A comunidade católica celebrava o Ano Novo, a Epifania, a festa da Anunciação, a festa de São José, a Páscoa, a festa da Ascensão de Jesus, o Pentecostes, a festa de Corpus Christi, a Assunção de Maria, a festa de Todos os Santos, a festa da Imaculada Conceição, e o Natal.[179]
- A comunidade ortodoxa oriental celebrava o Ano Novo, a Epifania, a festa da Anunciação, a Páscoa, a festa da Ascensão de Jesus, o Pentecostes, a Assunção de Maria e o Natal, tudo de acordo com o calendário romano.[179]
- A comunidade evangélica celebrava o Ano Novo, a Sexta-feira Santa, a Páscoa, a festa da Ascensão de Jesus, o Pentecostes, o Dia da Reforma, a véspera de Natal e o Natal.[179]
- A comunidade muçulmana celebrou o Ano Novo Islâmico, Mevlud (Mawlid), Ramadã, e Kurban-Bajram (Eid al-Adha).[179]

O instituto estadual de cinema, Hrvatski slikopis, produziu muitos filmes, incluindo Straža na Drini e Lisinski. O pioneiro do cinema croata, Oktavijan Miletić, esteve ativo durante este período. Em 1943, Zagreb sediou o I Congresso Internacional de Cinema Estreito.
Em 29 de abril de 1941, foi emitido o decreto sobre a construção de casas de famílias de trabalhadores croatas, que resultou no desenvolvimento dos chamados bairros Pavelić nas maiores cidades do norte do estado: Karlovac, Osijek, Sisak, Varaždin e Zagreb. Os bairros baseavam-se em grande parte em moradias semelhantes de trabalhadores na Alemanha. Caracterizam-se pelas largas avenidas e lotes, e por serem constituídos em grande parte por moradias geminadas.

### Mídia
A publicação oficial do governo foi o Narodne novine (Diário Oficial). Os diários incluíam o Hrvatski narod de Zagreb (nação croata), a lista Hrvatski de Osijek (jornal croata) e a lista Novi de Sarajevo (novo jornal). A agência de notícias do estado chamava-se Escritório de Notícias Croata "Croácia" (Hrvatski dojavni ured "Croácia"), que assumiu a função anteriormente desempenhada pela agência de notícias Avala na Iugoslávia. Após o fim da guerra, dos 330 jornalistas registrados no estado, 38 foram executados, 131 emigraram e 100 foram proibidos de trabalhar como jornalistas na República Socialista Federativa da Iugoslávia.
A principal estação de rádio do estado era Hrvatski Krugoval, conhecida antes da guerra como Rádio Zagreb. O NDH aumentou a potência do transmissor para 10kW. A estação de rádio tinha sede em Zagreb, mas tinha filiais em Banja Luka, Dubrovnik, Osijek e Sarajevo. Manteve a cooperação com a União Internacional de Radiodifusão.

### Esportes
O esporte mais popular no NDH era o futebol, que tinha seu próprio sistema de liga, sendo o nível mais alto conhecido como Grupo Zvonimir, com oito times em 1942–1943 e 1943–1944. Os principais clubes incluíram Građanski Zagreb, Concordia Zagreb e HAŠK. A Federação Croata de Futebol foi aceita na FIFA em 17 de julho de 1941.
A seleção nacional de futebol do NDH disputou 14 partidas "amistosas" contra outras nações do Eixo e estados fantoches entre junho de 1941 e abril de 1944, vencendo cinco.
O NDH tinha outras seleções nacionais. A Federação Croata de Handebol organizou uma liga nacional de handebol, e uma seleção nacional. Sua equipe de boxe era liderada pelo afro-americano Jimmy Lyggett.
A Associação Croata de Ténis de Mesa organizou uma competição nacional, bem como uma selecção nacional que participou em alguns jogos internacionais. O Comitê Olímpico Croata foi reconhecido como membro especial do Comitê Olímpico Internacional, com Franjo Bučar atuando como seu representante.
A Associação Croata de Esqui organizou um campeonato nacional, realizado na montanha Sljeme, em Zagreb. Uma competição nacional de boliche foi realizada em 1942 em Zagreb, vencida por Dušan Balatinac.